# Маслов, Александр Константинович
Алекса́ндр Константи́нович Ма́слов (род. 20 октября 1952) — советский футболист, полузащитник; российский тренер.
Карьеру игрока провёл во второй лиге первенства СССР, выступая за клубы «Зенит» Ижевск (1970—1974, 1976—1979) и «Гастелло» Уфа (1980—1981).
В 1991 году — начальник команды «Сокол» (Сарапул). В 1994 году — тренер, в 1995 году — главный тренер ижевского «Зенита».